# داپاگلیفلوزین
داپاگلیفلوزین (انگلیسی: Dapagliflozin) دارویی است که برای درمان دیابت نوع ۲ استفاده می شود.  همچنین برای درمان بزرگسالان مبتلا به نارسایی قلبی و بیماری مزمن کلیوی استفاده می‌شود.عوارض جانبی رایج عبارتند از هیپوگلیسمی (قند خون پایین)، عفونت‌های دستگاه ادراری، عفونت‌های دستگاه تناسلی، و کاهش حجم (کاهش میزان آب در بدن). کتواسیدوز دیابتی یک عارضه جانبی شایع در بیماران دیابتی نوع ۱ است. عوارض جانبی جدی اما نادر شامل قانقاریای فورنیه است.
داپاگلیفلوزین یک مهارکننده سدیم-گلوکز کمکی-۲ (SGLT-2) است و با حذف قند از بدن با ادرار عمل می کند.